# Paralephana monogona
Paralephana monogona là một loài bướm đêm trong họ Noctuidae.